# Rhicnogryllus elegans
Rhicnogryllus elegans är en insektsart som först beskrevs av Bolívar, I. 1910.  Rhicnogryllus elegans ingår i släktet Rhicnogryllus och familjen syrsor. Inga underarter finns listade i Catalogue of Life.